# Bacallà àrtic
El bacallà àrtic (Arctogadus glacialis) és una espècie de peix pertanyent a la família dels gàdids.

## Descripció
- Pot arribar a fer 32,5 cm de llargària màxima.
- Té la forma del cos típica dels altres bacallans i amb el dors marró i el ventre platejat.
- La mandíbula inferior sobresurt lleugerament.
- Barbetes del mentó rudimentàries o absents.
- Tres aletes dorsals, dues d'anals i caudal lleugerament forcada. Totes elles fosques.
- Produeix substàncies anticongelants per poder resistir les baixes temperatures de l'hàbitat on viu.[3][4][5][6]

## Reproducció
La femella assoleix la maduresa sexual en arribar als 3-4 anys de vida.

## Alimentació
Menja peixos (com ara, el bacallà polar -Boreogadus saida-) i crustacis.

## Depredadors
A Groenlàndia és depredat per l'halibut negre (Reinhardtius hippoglossoides), la foca ocel·lada (Pusa hispida) i la foca de Groenlàndia (Pagophilus groenlandicus).

## Hàbitat
És un peix d'aigua marina, batipelàgic, no migratori i d'aigües fondes, el qual viu entre 0-1.000 m de fondària (87°N-69°N, 130°W-150°E).

## Distribució geogràfica
Es troba a la conca occidental de l'oceà Àrtic i l'Atlàntic nord-oriental (el nord de Groenlàndia).

## Ús comercial
A la badia de Baffin i al llarg de la costa oriental de Groenlàndia és emprat per elaborar oli i farina de peix.

## Observacions
És inofensiu per als humans.